# Nazionale maschile under 18 di pallacanestro del Giappone
La nazionale di pallacanestro giapponese Under-18 è una selezione giovanile della nazionale giapponese di pallacanestro, ed è rappresentata dai migliori giocatori di nazionalità giapponese di età non superiore ai 18 anni.
Partecipa a tutte le manifestazioni internazionali giovanili di pallacanestro per nazioni gestite dalla FIBA.

## Partecipazioni

### FIBA AsiaBasket Under-18
- 1970 -  2°
- 1977 - 6°
- 1978 - 4°
- 1980 - 5°
- 1982 - 5°

- 1984 - 4°
- 1986 - 5°
- 1989 - 4°
- 1990 -  1°
- 1992 - 4°

- 1995 - 7°
- 1996 -  3°
- 1998 -  3°
- 2000 - 4°
- 2002 - 5°

- 2004 - 9°
- 2006 - 6°
- 2008 - 4°
- 2010 - 8°
- 2012 - 4°

- 2014 - 6°
- 2016 -  2°
- 2018 - 5°
- 2022 -  2°